# Ядерна спектроскопія
Я́дерна спектроскопі́я (англ. nuclear spectroscopy, рос. ядерная спектроскопия) — розділ спектроскопії, де вивчаються властивості ядер у різних станах за зміною енергетичного спектра, кутового розподілу та поляризації частинок, що утворюються при радіоактивному розкладі чи ядерних реакціях. Широко використовується в хімії, зокрема активаційний аналіз та мессбауерівська спектроскопія.